# Pieve Tesino
Pieve Tesino là một đô thị ở tỉnh Trento ở vùng Trentino-Alto Adige/Südtirol của Ý, tọa lạc cách 40 km về phía đông của Trento.
Pieve Tesino giáp các đô thị: Tesero, Panchià, Ziano di Fiemme, Cavalese, Castello-Molina di Fiemme, Canal San Bovo, Castello Tesino, Telve, Scurelle, Cinte Tesino, Bieno, Strigno, Ivano-Fracena và Ospedaletto.